# 南京 (战线后方记录电影)
《南京》是日本东宝文化映画部于1938年发行的纪录片电影。它由拍摄于抗日战争期间南京保卫战刚结束时。影片则由南京城内外的影像片段剪辑而成。
《南京》是与记录淞沪会战的纪录片《上海》同时规划的，战役结束后，预计日军随后便向南京进军。《上海》拍摄结束后，其拍摄使用的设备被移交给《南京》的摄制组，后者于1937年12月12日拂晓前启程前往南京。他们于南京沦陷后的第二天，即12月14日抵达，在那里度过了新年，并持续拍摄直到次年1月4日。 
直到1995年在中国北京市被发前，该片被视为失散电影。但发现时，大约有10分钟左右的镜头缺失。 日本电影新社已经发行了该片的DVD版本。2014年，日本日中问题研究者松尾一郎发现缺失的10分钟影像，其拼接后的完整版本在Youtube公开。

## 内容
电影中对南京保卫战役中各个军事据点发生的两军对峙进行了实况解说，并穿插了日军向中国战俘分发香烟、日军在城中的胜利游行、为战争死难者举行的追悼会、国际委员会设立的难民区（即南京安全区） 、日军和南京居民重建被战争破坏的城市、平民返回家园、红十字会中护士的工作、 日军向他们认为是良民的中国人发放身份证件、 日军为迎接新年和元旦所做的准备、中国儿童在元旦玩爆竹以及南京自治委员会成立仪式等画面。 
在摄于1938年元旦的镜头中，可见巨幅日本国旗插在南京国民政府大门之上、以及日军第16军团长中岛今朝吾三呼万岁的情景。

影片开头的字幕写道：“我们的同胞团结一致，即使在我们这个充满战斗的光辉历史中，我们进入南京的这一事件在历史中留下了灿烂的一页，也留在了世界历史中。为了纪念这一天，我们将这部影片赠予后代。这部电影是在陆军部、海军部以及一线官兵的支持和指导下完成的。”

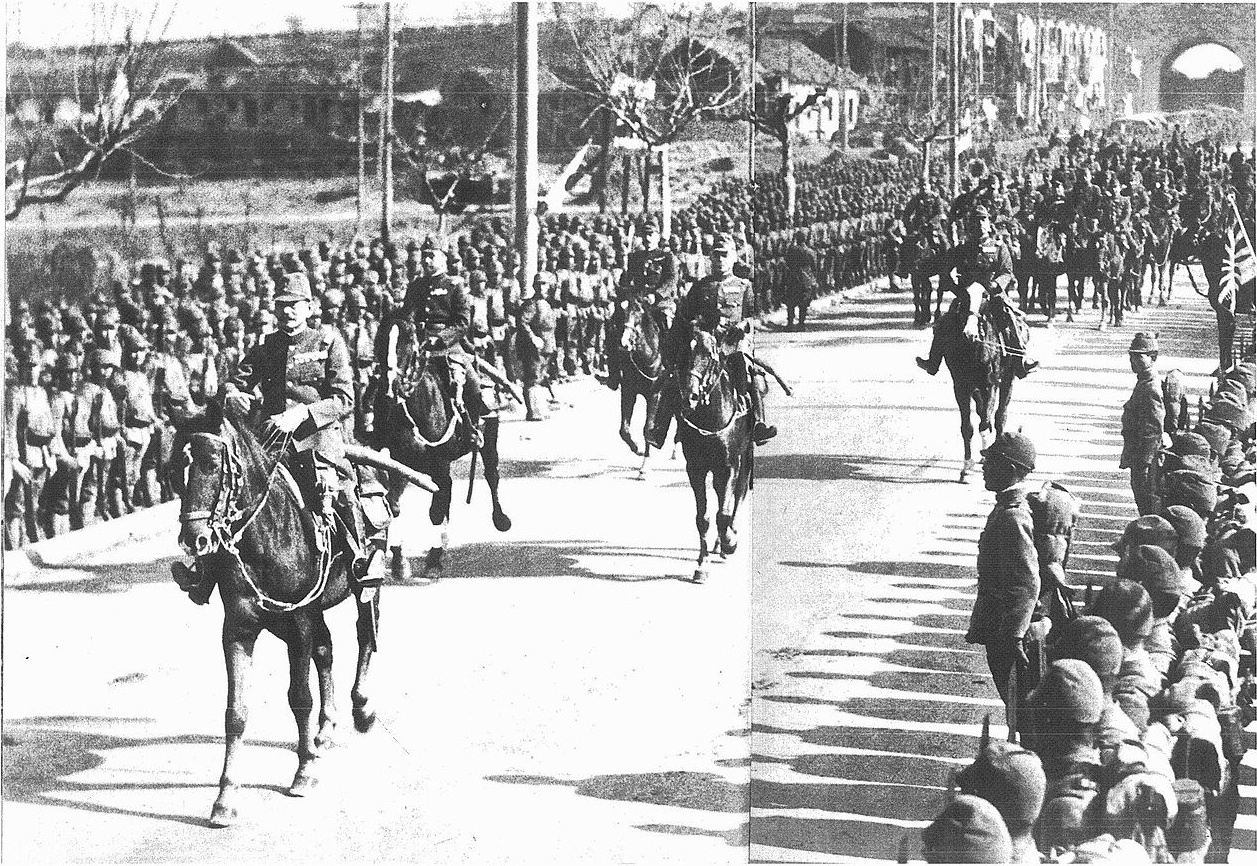
12月17日，日军举行的入城式
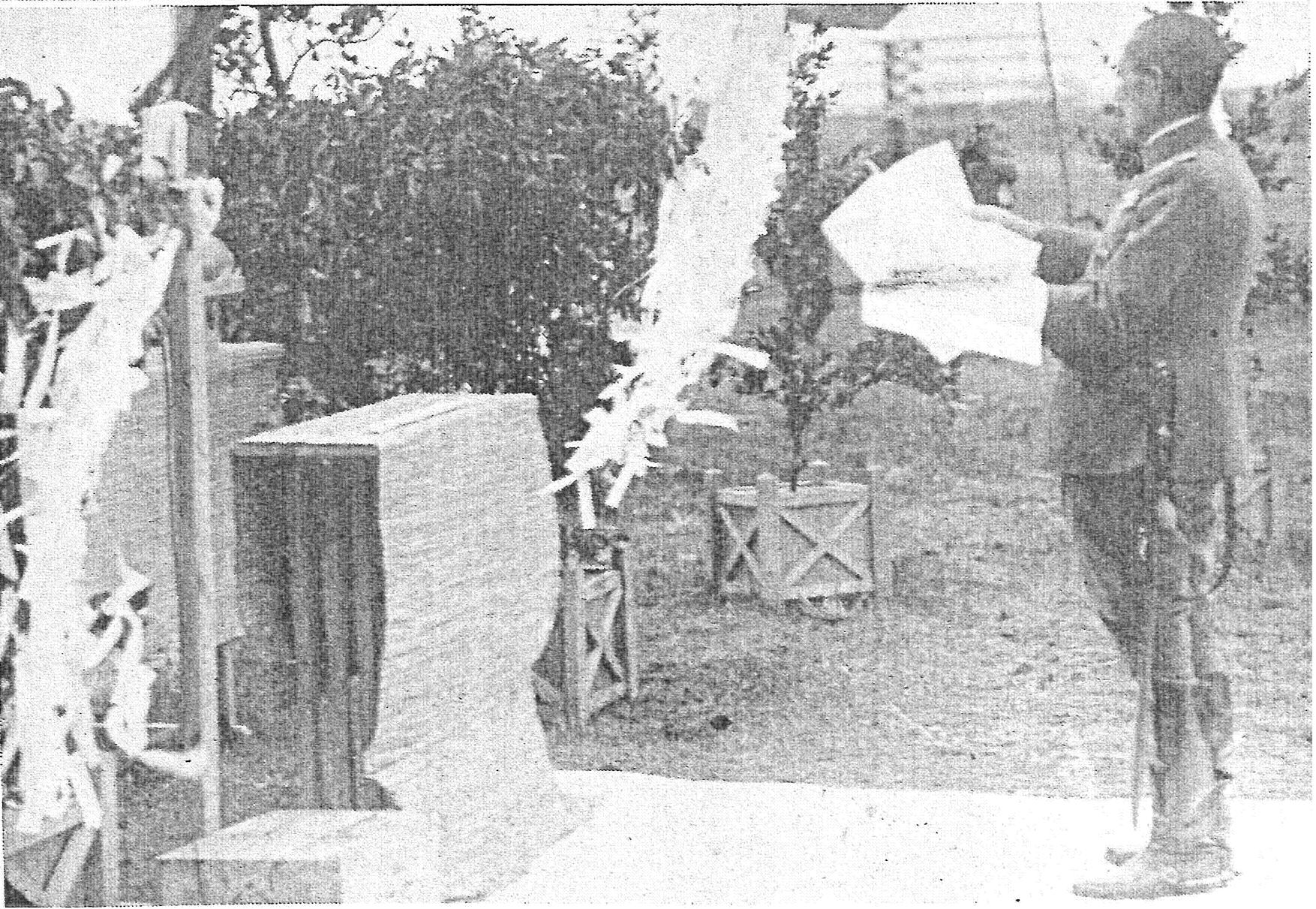
12月18日，举行的日军死难者慰灵式
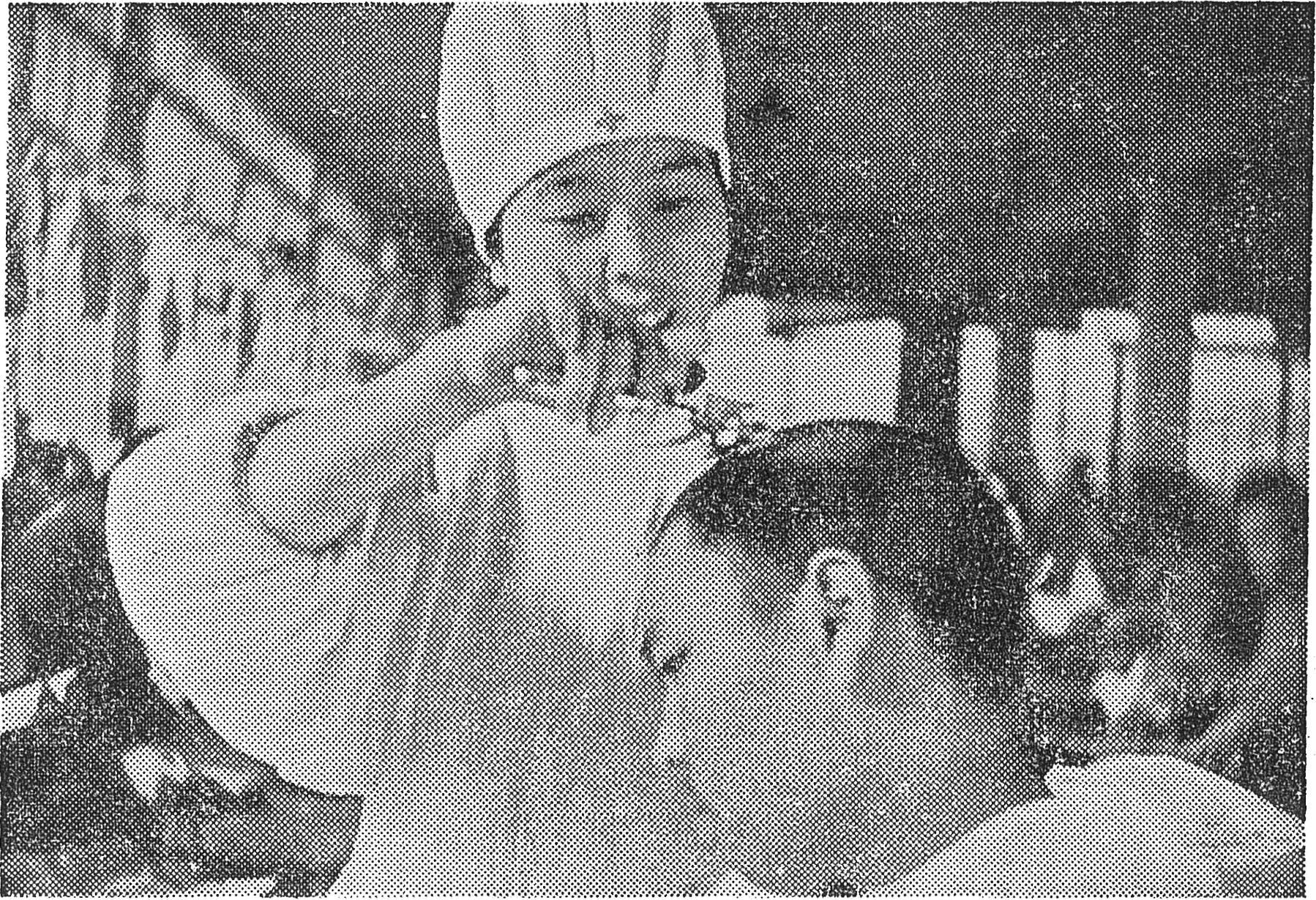
一位护士为受伤士兵剪头发
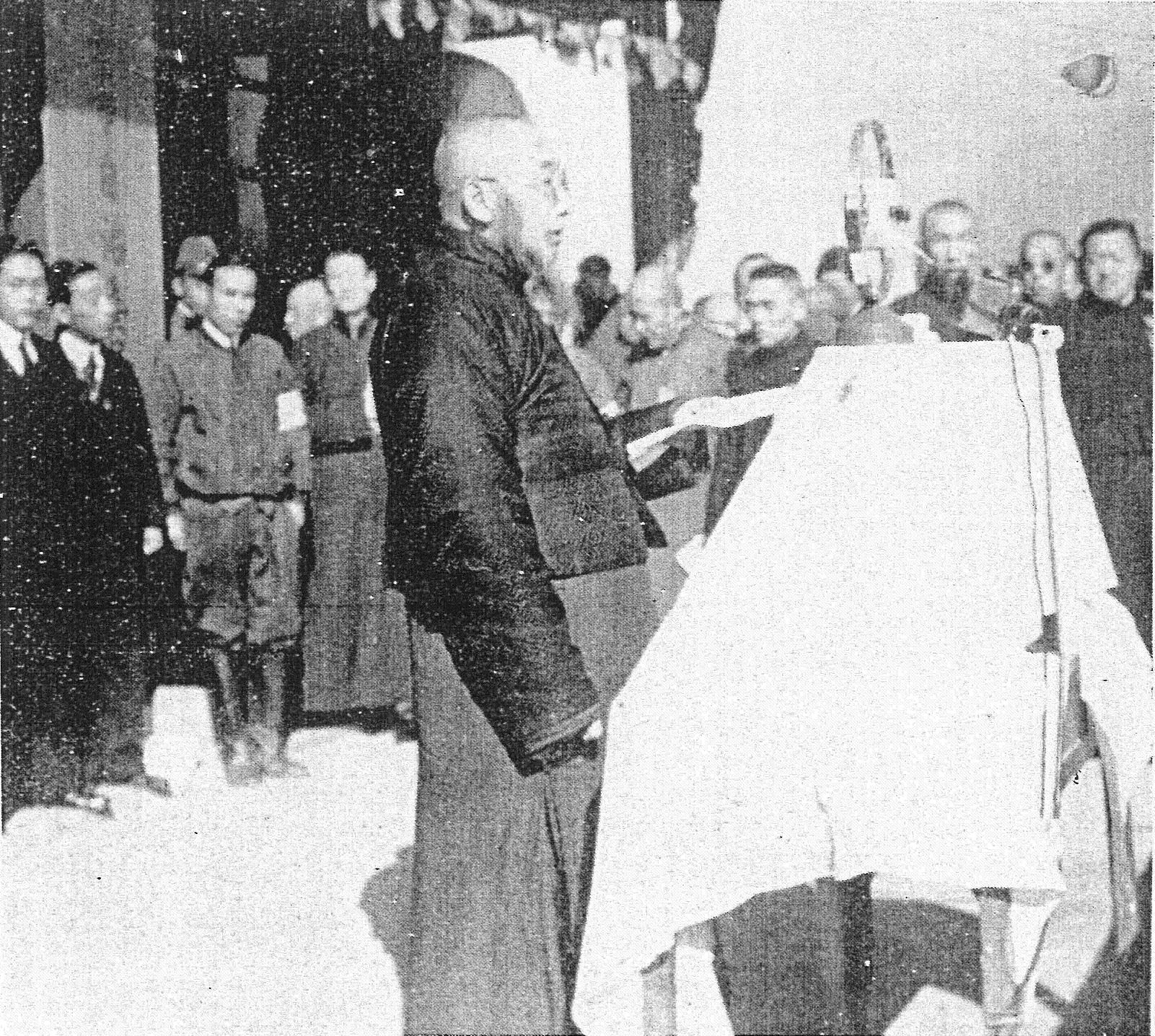
19389年元旦举行的南京自治委员会成立仪式

## 电影的背后
1937年12月13日，南京沦陷，对于摄制组来说，这是他们到达南京前的一天。按参与制作的米泽秋吉的日记的说法，他们听说由溃散的中国军队发起的袭击，担心设备被抢。 米泽的日记接着写道，他们于14日进入南京，当时南京北半部正在发生着扫荡性的战争。他们听到阵阵枪声，以为可能是日军在与中国军队残余部队作战。 南京市内的拍摄于15日开始，当时扫荡战斗仍在进行，摄制组当天去了挹江门附近。  16 日，他们拍摄了紫金山麓、中山陵所在的城郊休闲公园，以及附近的音乐台的镜头。  17 日，他们拍摄了日军举行的入城式。随后，影片立即空运回日本，呈交给裕仁天皇。 根据米泽的日记，摄制组亲眼目睹了南京陷落后成为难民的苦难，并记录了下来。同时也记录了日军善待难民的情景。 日记还提到，摄制组还分别于12月31日和1938年1月2日，拍摄了建设供水设施的镜头和为中国战俘提供医疗救治的场景。 
米泽在他的日记中写道，南京沦陷之初，约有120名日本籍报社记者和摄影师进入南京开展报道，但其中《南京》的摄制组却被允许自由地进入报社记者们不允许拍照的地方。因为《南京》摄制组与“軍特務部”有着联系。 
另一方面，电影摄影师白井茂在回忆录中表示，他们并非拍摄了所有看到的场景，甚至有些镜头被剪掉了。  12月14日，白井抵达南京后，他看到一长串中国人被押到长江边上枪杀，但他被禁止拍摄。白井被眼前的景象惊呆了，他说之后连续很多个晚上都做噩梦。 

## 评论
《电影旬报》的数据库将其列为与南京大屠杀争论相关的一部备受讨论的作品。因为该片记录了被摧毁的南京城和日本占领军的真实影像。 
纪录片导演野田真吉指出，尽管摄制组以各种方式拍摄了南京沦陷后的第一手资料，但由于大屠杀的拍摄被完全禁止，这部电影最终沦为一部标准的宣传片。他感觉这部电影仅展示了南京在陷落后，笼罩在上空中黑暗里的一丝曙光。拍摄的过程沉浸在日军在战线前耀武扬威的欢快氛围中，丝毫没有展现被迫沉默的中国人民的紧张情绪。 
历史学家笠原十九司曾表示，由于日军的审查制度，日本摄影师几乎不可能记录下大屠杀的场景。 尽管这样对日军宣传不利的画面被自然而然的规避，但南京大屠杀中一些不可避免的痕迹仍然在电影中有迹可循，比如南京沦陷后南京城遭到破坏、洗劫和焚城的影像，以及中国难民脸上疲惫不堪、毫无生气的表情。他认为，仔细观察，这些都可能是南京大屠杀的影像证据。 
影评人藤井仁子指出，这部电影最显著的特点在于其充斥着失衡的矛盾性，他称之为“风格化的混乱”。整部影片中，南京这座城市的形象缺乏内核，完全缺失了城市中 本该有的日常生活。日军只是进行着一项又一项的例行公事，除了中国人排队领取身份证明的场景外，中国人的身影寥寥无几。但如果摄制组距离日军驻地稍远一点，他们拍摄到的就只是一片荒凉的废墟。藤井表示，由于这是摄制组亲眼目睹却无法拍摄的现实， 《南京》这部纪录片讲述的是一场艰苦的战斗，却没有展现其背后的现实。 